# Udo Hempel
Udo Hempel (Düsseldorf, 3 de noviembre de 1946) es un deportista alemán que compitió para la RFA en ciclismo en la modalidad de pista, especialista en la prueba de persecución por equipos.
Participó en dos Juegos Olímpicos de Verano, en la prueba de persecución por equipos, obteniendo en total dos medallas, oro en Múnich 1972 (junto con Jürgen Colombo, Günter Haritz y Günther Schumacher) y plata en México 1968  (con Karl Link, Karl-Heinz Henrichs y Jürgen Kißner).
Ganó una medalla de bronce en el Campeonato Mundial de Ciclismo en Pista de 1971, también en persecución por equipos.

## Medallero internacional
| Juegos Olímpicos   | Juegos Olímpicos          | Juegos Olímpicos  | Juegos Olímpicos            |
| Año                | Lugar                     | Medalla           | Competición                 |
| ------------------ | ------------------------- | ----------------- | --------------------------- |
| 1968               | Ciudad de México (México) | Medalla de plata  | Persecución por equipos     |
| 1972               | Múnich (RFA)              | Medalla de oro    | Persecución por equipos     |
| Campeonato Mundial |                           |                   |                             |
| Año                | Lugar                     | Medalla           | Competición                 |
| 1971               | Varese (Italia)           | Medalla de bronce | Persecución por equipos (A) |